# România la Jocurile Olimpice de iarnă din 2022
România a participat la Jocurile Olimpice de iarnă din 2022 din Beijing, China în perioada 4-20 februarie 2022, cu o delegație de 21 sportivi care a concurat la 7 sporturi.

## Biatlon
| Sportiv         | Probă                     | Timp      | Ratări | Loc |
| --------------- | ------------------------- | --------- | ------ | --- |
| George Colțea   | Individual 20 km masculin | 1:01:55,5 | 8      | 89  |
| George Colțea   | Sprint 10 km masculin     | 27:54,7   | 2      | 89  |
| Natalia Ushkina | Individual 15 km feminin  | 51:04,1   | 2      | 56  |
| Natalia Ushkina | Sprint 7,5 km feminin     | 24:14,3   | 2      | 71  |

## Bob
| Sportiv                                               | Probă                     | Manșa 1 | Manșa 1 | Manșa 2 | Manșa 2 | Manșa 3 | Manșa 3 | Manșa 4 | Manșa 4 | Total   | Total |
| Sportiv                                               | Probă                     | Timp    | Loc     | Timp    | Loc     | Timp    | Loc     | Timp    | Loc     | Timp    | Loc   |
| ----------------------------------------------------- | ------------------------- | ------- | ------- | ------- | ------- | ------- | ------- | ------- | ------- | ------- | ----- |
| Mihai Tentea Ciprian Daroczi                          | Echipaj de dublu masculin | 59,83   | 12      | 1:00,46 | 22      | 1:00,19 | 15      | 1:00,28 | 16      | 4:00,76 | 16    |
| Mihai Tentea Ciprian Daroczi Raul Dobre Cristian Radu | Echipaj de patru masculin | 58,87   | 10      | 59,55   | 13      | 59,30   | 14      | 59,93   | 18      | 3:57,65 | 13    |
| Andreea Grecu                                         | Simplu feminin            | 1:05,56 | 11      | 1:05,71 | 8       | 1:06,46 | 15      | 1:06,26 | 10      | 4:23,99 | 12    |
| Andreea Grecu Katharina Wick                          | Echipaj de dublu feminin  | 1:01,82 | 9       | 1:02,47 | 20      | 1:02,25 | 16      | 1:02,44 | 18      | 4:08,98 | 18    |

## Patinaj viteză
| Sportiv       | Probă          | Finala  | Finala |
| Sportiv       | Probă          | Timp    | Loc    |
| ------------- | -------------- | ------- | ------ |
| Mihaela Hogaș | 500 m feminin  | 39,45   | 29     |
| Mihaela Hogaș | 1000 m feminin | 1:19,33 | 29     |

## Sanie
| Sportiv                                                        | Probă               | Manșa 1  | Manșa 1 | Manșa 2  | Manșa 2 | Manșa 3       | Manșa 3       | Manșa 4       | Manșa 4       | Total         | Total         |
| Sportiv                                                        | Probă               | Timp     | Loc     | Timp     | Loc     | Timp          | Loc           | Timp          | Loc           | Timp          | Loc           |
| -------------------------------------------------------------- | ------------------- | -------- | ------- | -------- | ------- | ------------- | ------------- | ------------- | ------------- | ------------- | ------------- |
| Valentin Crețu                                                 | Individual masculin | 58,349   | 20      | 58,362   | 15      | 1:02,223      | 34            | Nu a avansat  | Nu a avansat  | 2:58,934      | 29            |
| Marian Gîtlan Darius Șerban                                    | Dublu masculin      | 59,694   | 13      | 1:00,243 | 16      | N/A           | N/A           | N/A           | N/A           | 1:59,937      | 14            |
| Raluca Strămăturaru                                            | Individual feminin  | 1:01,357 | 31      | 1:00,305 | 27      | Nu a terminat | Nu a terminat | Nu a terminat | Nu a terminat | Nu a terminat | Nu a terminat |
| Raluca Strămăturaru Valentin Crețu Marian Gîtlan Darius Șerban | Ștafetă mixtă       | 3:07,692 | 9       | N/A      | N/A     | N/A           | N/A           | N/A           | N/A           | 3:07,692      | 9             |

## Sărituri cu schiurile
Sorin Mitrofan a fost nominalizat după ce Comitetul Olimpic și Sportiv Român a primit încă un loc cotă însă săritorul a fost depistat cu COVID-19.
| Sportiv            | Probă                            | Calificări | Calificări | Calificări | Manșa 1      | Manșa 1      | Manșa 1      | Manșa 2      | Manșa 2      | Manșa 2      | Total        | Total |
| Sportiv            | Probă                            | Distanță   | Puncte     | Loc        | Distanță     | Puncte       | Loc          | Distanță     | Puncte       | Loc          | Puncte       | Loc   |
| ------------------ | -------------------------------- | ---------- | ---------- | ---------- | ------------ | ------------ | ------------ | ------------ | ------------ | ------------ | ------------ | ----- |
| Andrei Feldorean   | Trambulină normală masculin      | 76,5 m     | 55,0       | 45         | 82,0 m       | 84,3         | 50           | Nu a avansat | Nu a avansat | Nu a avansat | 84,3         | 50    |
| Andrei Feldorean   | Trambulină normală mare masculin | 104,5 m    | 69,0       | 52         | Nu a avansat | Nu a avansat | Nu a avansat | Nu a avansat | Nu a avansat | Nu a avansat | Nu a avansat | 52    |
| Daniel Cacina      | Trambulină normală masculin      | 83,5 m     | 70,9       | 40         | 89,5 m       | 95,8         | 48           | Nu a avansat | Nu a avansat | Nu a avansat | 95,8         | 48    |
| Daniel Cacina      | Trambulină normală mare masculin | 114,0 m    | 88,8       | 44         | 119,0 m      | 97,8         | 46           | Nu a avansat | Nu a avansat | Nu a avansat | 97,8         | 46    |
| Daniela Haralambie | Trambulină normală feminin       | N/A        | N/A        | N/A        | 88,5 m       | 83,0         | 19           | 79,5 m       | 73,2         | 25           | 156,2        | 25    |

## Schi alpin
România a primit un loc suplimentar pentru a trimite 3 sportivi însă Federația Română de Schi Biatlon a decis să nu o includă pe Ania Caill în lotul olimpic.
| Sportiv              | Probă                 | Manșa 1       | Manșa 1       | Manșa 2       | Manșa 2       | Total         | Total         |
| Sportiv              | Probă                 | Timp          | Loc           | Timp          | Loc           | Timp          | Loc           |
| -------------------- | --------------------- | ------------- | ------------- | ------------- | ------------- | ------------- | ------------- |
| Alexandru Ștefănescu | Slalom uriaș masculin | 1:14,20       | 38            | 1:19,01       | 33            | 2:33,21       | 32            |
| Alexandru Ștefănescu | Slalom masculin       | 1:01,72       | 39            | 58,70         | 35            | 2:00,42       | 35            |
| Maria Constantin     | Slalom uriaș feminin  | 1:08,25       | 50            | 1:10,25       | 45            | 2:18,50       | 45            |
| Maria Constantin     | Slalom feminin        | Nu a terminat | Nu a terminat | Nu a terminat | Nu a terminat | Nu a terminat | Nu a terminat |

## Schi fond
Distanță
| Sportiv       | Probă           | Clasic  | Clasic | Liber   | Liber | Finală    | Finală  | Finală |
| Sportiv       | Probă           | Timp    | Loc    | Timp    | Loc   | Timp      | Deficit | Loc    |
| ------------- | --------------- | ------- | ------ | ------- | ----- | --------- | ------- | ------ |
| Paul Pepene   | 30 km schiatlon | 41:39,3 | 29     | 40:30,4 | 28    | 1:22:41,4 | +6:31,6 | 28     |
| Paul Pepene   | 15 km clasic    | N/A     | N/A    | N/A     | N/A   | 40:52,7   | +2:57,9 | 30     |
| Raul Popa     | 15 km clasic    | N/A     | N/A    | N/A     | N/A   | 43:25,3   | +5:30,5 | 64     |
| Tímea Lőrincz | 10 km liber     | N/A     | N/A    | N/A     | N/A   | 37:15,3   | +9:09,0 | 86     |

Sprint
| Sportiv               | Probă                | Calificări | Calificări | Sferturi de finală | Sferturi de finală | Semifinală   | Semifinală   | Finală        | Finală        |
| Sportiv               | Probă                | Timp       | Loc        | Timp               | Loc                | Timp         | Loc          | Timp          | Loc           |
| --------------------- | -------------------- | ---------- | ---------- | ------------------ | ------------------ | ------------ | ------------ | ------------- | ------------- |
| Raul Popa             | sprint liber         | 2:59,85    | 47         | nu a avansat       | nu a avansat       | nu a avansat | nu a avansat | nu a avansat  | nu a avansat  |
| Paul Pepene Raul Popa | sprint clasic echipe | N/A        | N/A        | N/A                | N/A                | 21:03,35     | 18           | nu au avansat | nu au avansat |
| Tímea Lőrincz         | sprint liber         | 3:55,15    | 78         | nu a avansat       | nu a avansat       | nu a avansat | nu a avansat | nu a avansat  | nu a avansat  |